# يان مادسن
يان مادسن (بالنرويجية البوكمول: Jan Madsen)‏ هو لاعب كرة قدم نرويجي، ولد في 9 يناير 1965. شارك مع منتخب النرويج لكرة القدم. أما مع النوادي، فقد لعب مع نادي برينه ونادي سترومسغودست.

## وصلات خارجية
- يان مادسن على موقع اتحاد النرويج (النرويجية)
- يان مادسن على موقع قاعدة بيانات كرة القدم.إي يو (الإنجليزية)
- يان مادسن على موقع عالم كرة القدم.نت (الإنجليزية)